# Eszter Bálint
Pour les articles homonymes, voir Balint.
Eszter Bálint, née le 7 juillet 1966 à Budapest, est une chanteuse, compositrice, violoniste et actrice hongro-américaine. Elle est la fille d'István Bálint et de Mariann Kollár.

## Biographie
Enfant, Eszter Bálint joue au théâtre d'avant-garde Squat Theatre avant de faire ses débuts au cinéma en 1984 dans Stranger Than Paradise, film indépendant réalisé par Jim Jarmusch. Elle ne réapparaît à l'écran qu'en 1990 dans Bail Jumper. S'ensuivent plusieurs rôles dont un petit rôle dans Ombres et Brouillard de Woody Allen.
Ses enregistrements, Flicker et Mud, tous deux produits par JD Foster, ont été couverts de louanges par le New York Times, le New Yorker et le magazine Billboard. Elle participe aux enregistrements d'albums avec Michael Gira (Angels of Light), Marc Ribot (Los Cubanos Postizos) et John Lurie (The Legendary Marvin Pontiac: Greatest Hits (de)). Elle a été invitée vedette pour Ceramic Dog, la tournée européenne de Marc Ribot en 2009. En 2014, elle revient à la comédie pour tenir un second rôle dans la 4e saison de la série Louie de Louis C.K.
Après Airless Midnight en 2015 paraît en 2022 son quatrième album I Hate Memory, qui puise dans ses souvenirs personnels, notamment l'arrivée de sa famille hongroise aux Etats-Unis, la création du théâtre familial, l'évocation du New York des années 70 et 80. Les chansons de l'album servent de base à une production théâtrale autobiographique qu'elle surnomme "anti-musical" (anti-comédie musicale).

## Filmographie partielle
- 1981 : Downtown 81
- 1984 : Stranger Than Paradise : Eva
- 1985 : Deux flics à Miami (Miami Vice) (série télévisée, un épisode)
- 1989 : Histoires d'Amérique de Chantal Akerman
- 1990 : Bail Jumper : Elaine
- 1991 : The Linguini Incident de Richard Shepard
- 1991 : Ombres et Brouillard (Shadows and Fog) de Woody Allen
- 1996 : Trees Lounge de Steve Buscemi
- 2019 : The Dead Don't Die de Jim Jarmusch : la serveuse Fern

## Discographie
- 1999 : Flicker
- 2004 : Mud
- 2015 : Airless Midnight
- 2022 : I Hate Memory